# برایان اسکالابرین
برایان اسکالابرین (انگلیسی: Brian Scalabrine؛ زادهٔ ۱۸ مارس ۱۹۷۸) بازیکن بسکتبال اهل ایالات متحده آمریکا است.
وی همچنین برندهٔ جوایزی همچون جایزه سال بهترین تازه‌کار ان‌بی‌ای شده‌است.
از باشگاه‌هایی که در آن بازی کرده‌است می‌توان به یونیورسو ترویزو، بوستون سلتیکس، و شیکاگو بولز اشاره کرد.